# Affirmation d'une disjonction
Le raisonnement fallacieux de l'affirmation de la disjonction peut apparaître lors d'un syllogisme disjonctif quand un argument prend la forme :
- disjonction : Soit A ou B
- terme moyen (affirmation) : A
- conclusion : Alors non B

## Explication
La faute consiste à conclure que B doit être fausse car A est vraie ; en réalité B peut également être vraie. Le véritable syllogisme disjonctif est basé sur le fait que la prémisse mineure est fausse et entraîne la véracité de la conclusion.
Si le ou est exclusif (C'est-à-dire s'il interdit une vérité conjointe des deux propositions »), alors le raisonnement est valide.

## Exemples

### Exemple d'une affirmation fausse
- disjonction : Demain le soleil brillera ou il y aura de la pluie.
- terme moyen : La météo indique qu'il va pleuvoir demain.
- conclusion : Donc, le soleil ne brillera pas demain.

La conclusion ci-dessus est fausse car il peut y avoir du soleil et de la pluie en même temps, ou l'un à la suite de l'autre au cours de la même journée, ce ne sont pas des événements exclusifs.

### Exemple d'une affirmation vraie
En revanche le syllogisme suivant est valide :
- disjonction : À ma gauche ou à ma droite ?
- terme moyen : Je préfère à ta gauche
- conclusion : Je serai donc à sa droite